# Otto Loewi
 (février 2025).
Si vous disposez d'ouvrages ou d'articles de référence ou si vous connaissez des sites web de qualité traitant du thème abordé ici, merci de compléter l'article en donnant les références utiles à sa vérifiabilité et en les liant à la section « Notes et références ».
Otto Loewi (prononcé en allemand : [ˈɔtoː ˈløːvi]), né le 3 juin 1873 à Francfort-sur-le-Main (Allemagne) et mort le 25 décembre 1961 à New York (États-Unis), est un pharmacologiste et psychobiologiste allemand. Il est notamment célèbre pour ses travaux sur la transmission des impulsions nerveuses, pour lesquels il partage le prix Nobel de physiologie ou médecine avec Henry Dale en 1936.

## Biographie
Otto Loewi entre en 1891 à la  Kaiser-Wilhelms-Universität (aujourd'hui Université de Strasbourg) en tant qu'étudiant en médecine, et y obtient un doctorat de pharmacologie en 1896. Il suit ensuite des cours de chimie analytique inorganique à l'université de Francfort-sur-le-Main avant de passer quelques mois à travailler à l'institut de biochimie de Franz Hofmeister à Strasbourg. Il travaille ensuite en 1897 en tant qu'assistant de Carl von Noorden, clinicien à l'Hopital Universitaire de Francfort-sur-le-Main.
En 1902, il fréquente l'University College de Londres, et y rencontre Henry Hallett Dale avec qui il partagera plus tard un prix Nobel. En 1905, il rejoint l'institut pharmacologique de Vienne, et acquiert la nationalité autrichienne pendant cette période en plus de sa nationalité allemande. En 1909, il devient professeur de pharmacologie à l'Université de Graz.
En 1921, il mène une expérience célèbre qui révolutionne la compréhension de la communication nerveuse. Pour cette expérience, il perfuse un cœur de grenouille avec un liquide physiologique, puis stimule son nerf vague afin de provoquer une diminution de la fréquence cardiaque. Il recueille ensuite le perfusat pour le transmettre à un second cœur de grenouille quant à lui séparé de ses nerfs. Il observe qu'après un certain délai, la fréquence cardiaque du 2d cœur diminue également, en dehors de toute stimulation électrique. Cette expérience prouve qu'une substance chimique libérée par le nerf vague contrôle le rythme cardiaque. Il est plus tard démontré que cette substance chimique correspond à l'acétylcholine, un neurotransmetteur découvert en 1914 par Henry Hallett Dale. Il reçoit conjointement à celui-ci le prix Nobel de physiologie ou médecine en 1936 « pour [ses] découvertes relatives à la transmission chimique des impulsions nerveuses ».
En plus de ses contributions à la physiologie, Loewi a également été impliqué dans la recherche sur les maladies cardiaques. Il a mené des travaux sur la régulation de la fréquence cardiaque, ainsi que sur les effets de l'adrénaline et de l'atropine sur le cœur.[réf. nécessaire]
Malgré sa retraite en 1940, Loewi a continué à être actif dans le domaine de la recherche jusqu'à sa mort en 1961 à New York. Sa contribution à la physiologie a eu un impact significatif sur la compréhension de la communication nerveuse et a ouvert la voie à de nombreuses avancées médicales futures. Loewi reste une figure importante dans l'histoire de la science et de la médecine.[réf. nécessaire]

## Œuvres
- (en) From the workshop of discoveries, Lawrence, University of Kansas Press, 1953Texte intégral